# Логіко-ймовірнісне числення
Логіко-ймовірнісне числення — спеціальний розділ дискретної математики, в якому встановлені чіткі правила заміщення логічних аргументів ({\displaystyle x_{i}}) у функціях алгебри логіки  {\displaystyle y(x_{1},...,x_{n})} імовірностями їх істинності {\displaystyle P({x_{i}})=0..1} і логічні операції: кон'юнкції ({\displaystyle \lor }), диз'юнкції ({\displaystyle \wedge }), заперечення ({\displaystyle \lnot }) арифметичними операціями: множення ({\displaystyle \times }), додавання (+), віднімання (-).

## Історія
Джордж Буль опублікував в 1840 році статтю, в якій ввів літочислення істинності висловлювань, або бульову алгебру. Ця робота поклала початок нової наукової дисципліни — математичної логіки. С. Н. Бернштейн в 1917 р. поширив аксіоматику логіки Буля на події і ввів ймовірності подій. А. М. Колмогоров в 1929 році запропонував побудову аксіоматики теорії ймовірностей. В. І. Глівенко в 1939 р. узагальнив аксіоматики логіки, подій та ймовірностей. Він показав, що для поняття ймовірність можна використовувати аксіоматику множин і міри.
І. О. Рябінін визначив феномен логіко-імовірнісного обчислення (ЛВ-обчислення) в тому, що воно не знайшло відображення в математичних довідниках і енциклопедіях як наукова дисципліна, хоча застосовується в різних додатках.
І. О. Рябінін сформулював, також, аксіоматику ЛВ-обчислення в надійності і безпеці в техніці на основі базових аксіоматик логіки, подій, ймовірностей та множин. У його аксіоматиці елементи мають два рівні значень (0 і 1), елементи пов'язані логічними зв'язками І, АБО і НЕ, можуть матися цикли і повторні елементи. Логіко-імовірнісну модель (ЛВ-модель) ризику будують за реальною схемою функціонування системи у вигляді найкоротших шляхів успішного функціонування або мінімальних перерізів відмов, обчислюють вагомості та значущості ініціюючих подій, логічну функцію призводять до ортогональної форми і замінюють на ймовірнісну функцію.

## Особливості
ЛВ-числення в технологіях управління ризиком використовує наступні події: події-стани, події-параметри та події-градації; події-невдачі та події-появи стану; ініціюючі та випадкові події; групи несумісних подій-градацій, події невалидності та валідності; залежні та незалежні події; події в економіці, політиці, праві і законах.
ЛВ-числення розглядає системи і процеси як структурно-складні з випадковими подіями і логічними змінними, визначає правила переходу від бази статистичних даних до табличних базі знань, формує базу знань у вигляді систем логічних та імовірнісних рівнянь для станів системи. ЛВ-числення виділяє п'ять класів ЛВ-моделей ризику та ефективності: ЛВ-моделювання, ЛВ-класифікація, ЛВ-ефективність, ЛВ-прогнозування, гібридні сценарні ЛВ-моделі ризику.
Визначено шість процедур для класів ЛВ-моделей ризику: побудова асоціативних, сценарних комплексних, гібридних і динамічних ЛВ-моделей ризику; ідентифікація моделей ризику за статистичними даними; аналіз ризику за вкладами ініціюючих подій-градацій у хвіст розподілу параметра ефективності; схеми оперативного і стратегічного управління ризиком системи; прогнозування в просторах часу і станів; синтез і аналіз ймовірностей подій за нечислової, неточної і неповної експертної інформації.
З використанням ЛВ-обчислення встановлені також правила переходу між ЛВ-моделями класів, введена модифікація формули Байєса для зв'язку ймовірностей появи і невдачі подій, запропонована схема навчання і тестування ЛВ-моделі за статистичними даними, обґрунтовано правило роздільного обчислення ймовірності та ефективності похідних подій.
ЛВ-числення в  технологіях управління ризиком в структурно-складних технічних, економічних і соціальних системах використовує базові аксіоматики логіки, події, ймовірності, множини, аксіоматику І. О. Рябініна. Однак додатково розглядаються події, що мають не два, а кінцеву множину значень, статистичні дані про появу вдалих та невдалих подій (станів) системи, а також розширене визначення події.

## Наукова література
1. ↑   Рябінін І. О. Надійність і безпека структурно-складних систем. — 2-е вид. — СПб.: Видавництво Санкт-Петербурзького університету, 2007. 276 с. — ISBN 978-5-288-04296-6
2. ↑  Глівенко В. І. Курс теорії ймовірностей. — М.: Гонті, 1939.
3. ↑  Соложенцев E. Д., Карасьов В. В. І 3-технології для протидії хабарам та корупції. — Проблеми аналізу ризику, том 7, N 2, 2010. c. 54-65.
4. ↑  Соложенцев Є. Д. СОТ і логіко-імовірнісні моделі невалидності складних систем і процесів. — Журнал економічної теорії, N4, 2011. с. 136–147.
5. ↑  Hovanov N., Yudaeva M., Hovanov K. Multicriteria estimation of probabilities on basis of expert non -numeric, non-exact and non-complete knowledge. — European Journal of Operational Research. — 2009, vol. 195, Issue 3, p. 857–863.
6. ↑  Соложенцев Є. Д. І  3 -технології для економіки . — СПб.: Наука, 2011. — 387 с. ISBN 978-5-02-025529-6
7. ↑  Solozhentsev E. D. Risk management technologies with logic and probabilistic models. — Springer: 2012. — 328 p.